# Victor Mete
Victor Joseph Mete (* 7. Juni 1998 in Toronto, Ontario) ist ein kanadischer Eishockeyspieler, der seit Juli 2023 bei den Philadelphia Flyers aus der National Hockey League unter Vertrag steht und parallel für deren Farmteam, die Lehigh Valley Phantoms, in der American Hockey League zum Einsatz kommt. Zuvor verbrachte der Verteidiger knapp vier Jahre in der Organisation der Canadiens de Montréal sowie je eine Spielzeit bei den Ottawa Senators und Toronto Maple Leafs.

## Karriere
Victor Mete wurde in Toronto geboren und durchlief dort unter anderem die Nachwuchsmannschaften der Toronto Jr. Canadiens. In der Priority Selection der Ontario Hockey League (OHL) wurde der Verteidiger im Jahre 2014 an achter Position von den Owen Sound Attack ausgewählt, allerdings bereits wenige Monate später und ohne ein Pflichtspiel absolviert zu haben an die London Knights abgegeben. Owen Sound erhielt im Gegenzug sechs Draft-Wahlrechte von den Knights. Somit lief Mete mit Beginn der Saison 2014/15 für die London Knights in der OHL auf und kam dort als Rookie in 58 Spielen auf 23 Scorerpunkte, sodass er ins OHL Second All-Rookie Team gewählt wurde. Der Durchbruch bei den Knights gelang ihm im Jahr darauf, als er mit dem Team sowohl die OHL-Playoffs um den J. Ross Robertson Cup als auch den anschließenden Memorial Cup gewann und dabei alle Abwehrspieler der Liga in der Plus/Minus-Statistik anführte (+53). In der Folge wurde Mete im NHL Entry Draft 2016 an 100. Position von den Canadiens de Montréal berücksichtigt.
Die Canadiens statteten den Kanadier nach einer weiteren OHL-Saison im März 2017 mit einem Entry Level Contract aus, bevor er sich in der anschließenden Saisonvorbereitung überraschend – sowohl aufgrund seiner späten Draft-Wahl als auch wegen seiner für NHL-Verhältnisse mit einer Körpergröße von 1,75 Meter unterdurchschnittlichen Physis – einen Platz im Aufgebot der Canadiens erspielte. In der Folge debütierte Mete im Oktober 2017 in der National Hockey League (NHL) und etablierte sich im weiteren Verlauf im Kader der Canadiens.
Nach knapp vier Jahren in Montréal wurde er jedoch im April 2021 von den Ottawa Senators verpflichtet, als die Canadiens ihn auf die Waiverliste gesetzt hatten. Dort wurde sein auslaufender Vertrag im Sommer 2022 nicht verlängert, sodass er sich als Free Agent im Juli 2022 den Toronto Maple Leafs anschloss. In gleicher Weise wechselte er im Juli 2023 zu den Philadelphia Flyers.

### International
Auf internationaler Ebene debütierte Mete bei der World U-17 Hockey Challenge im November 2014, bei der er mit dem Team Canada Red den sechsten Platz belegte. Im August 2015 folgte die Teilnahme am Ivan Hlinka Memorial Tournament, wobei der Verteidiger mit der kanadischen Auswahl die Goldmedaille gewann. Bei seiner ersten Berufung in die kanadische U20-Auswahl gewann er im Rahmen der U20-Junioren-Weltmeisterschaft 2018 ebenfalls die Goldmedaille.

## Erfolge und Auszeichnungen
- 2015 OHL Second All-Rookie Team
- 2016 J.-Ross-Roberton-Cup-Gewinn mit den London Knights
- 2016 Memorial-Cup-Gewinn mit den London Knights

### International
- 2015 Goldmedaille beim Ivan Hlinka Memorial Tournament
- 2018 Goldmedaille bei der U20-Junioren-Weltmeisterschaft

## Karrierestatistik
Stand: Ende der Saison 2023/24

### International
Vertrat Kanada bei:
- World U-17 Hockey Challenge 2014 (November)
- Ivan Hlinka Memorial Tournament 2015
- U20-Junioren-Weltmeisterschaft 2018

(Legende zur Spielerstatistik: Sp oder GP = absolvierte Spiele; T oder G = erzielte Tore; V oder A = erzielte Assists; Pkt oder Pts = erzielte Scorerpunkte; SM oder PIM = erhaltene Strafminuten; +/− = Plus/Minus-Bilanz; PP = erzielte Überzahltore; SH = erzielte Unterzahltore; GW = erzielte Siegtore; 1 Play-downs/Relegation; Kursiv: Statistik nicht vollständig)